# 운정고속버스정류소
운정고속버스정류소(雲井高速버스停留所)은 경기도 파주시 운정1동에 위치한 시외버스 정류장이다. 운정역 1번 출구 쪽의 육교 아래 도로변에 정류장이 있다. 2013년 9월 17일 문산 ~ 창원 고속버스 및 문산 ~ 광주광역시 시외버스 노선이 운행을 개시하면서 매표소가 설치되었다. 문산에서 출발한 시외버스와 고속버스 노선이 이곳을 경유하는 형식으로 운행한다. 고속버스 전산망의 터미널 번호는 046이다.

## 운행 노선
- 모든 노선은 문산에서 출발하며 30분 뒤에 이곳을 경유한다.
- 정류장에 있는 매표소에서 모든 노선의 발권이 가능하다.
- 고속버스 노선은 코버스 홈페이지에서 파주운정으로 예매가 가능하며, 시외버스 노선은 버스타고 홈페이지에서 운정신도시로 승차권 예매가 가능하다.

### 시외버스
- 2017년 5월 10일부터 충주행 노선이 운행을 중단했다.[3]
- 2019년 11월 25일부터 광주행 노선이 운행을 중단했다.

| 운행 노선   | 운행업체         | 운행구간 | 운행구간 | 운행구간 | 경유지                                 | 배차 간격 (분) | 시간표                             |
| ----------- | ---------------- | -------- | -------- | -------- | -------------------------------------- | -------------- | ---------------------------------- |
| 운정 ↔ 대구 | 코리아와이드대성 | 운정     | ↔        | 대구서부 | 청주, 남청주, 구미, 구미공단, 구미복지 | 3회            | 09:30, 14:00, 16:45(청주까지 운행) |
| 운정 ↔ 대전 | 대원고속         | 운정     | ↔        | 대전     | 대전청사                               | 2회            | 09:30, 10:30                       |

## 같이 보기

운정시외버스정류장 매표소

- 문산시외버스터미널
- 금촌시외버스정류장
- 운정신도시